# Gertrud Katja Loos
Gertrud „Katja“ Loos (geb. am 20. Januar 1916 in Hamburg als Ilse Ella Gertrud Reichel; gest. am 30. August 2000 in Stuttgart) war eine deutsche Organistin, Tonmeisterin und Musiktherapeutin.

## Leben und Wirken
Gertrud Katja Loos wuchs als drittes Kind einer Hamburger Kaufmannsfamilie mit zwei Brüdern auf. Die Eltern waren Heinrich Reichel und Margarete Reichel, geborene Christiansen. Nach der Grundschule besuchte sie das Paulsenstift in Hamburg-Wandsbek. Dass sie nicht wie ihre Brüder das Abitur machen durfte, war eine der Erfahrungen, die zur Beschäftigung mit Genderfragen führte.
Früh zeigte sich ihre musikalische Begabung und ihr besonderes musikalisches Gehör. Prägend für ihre Kindheit waren die Aufenthalte der Familie auf der Nordseeinsel Pellworm, die sie in autobiografischen Notizen als Pellwormer Geschichten beschrieb. 1936 heiratete sie den Mediziner Walter Loos, mit dem sie drei Kinder hatte.
Nach dem Krieg studierte Loos zunächst Kirchenmusik bei Otto Brodde an der Hochschule für Musik Hamburg. 1954 und 1956 veröffentlichte sie zwei Bücher unter dem Pseudonym Katharina Christiansen (daher der spätere Namenszusatz Katja), über die sie sich später eher distanziert äußerte. Sie arbeitete 20 Jahre mit Erich Thienhaus im gemeinsamen Tonstudio in Hamburg-Blankenese und wandte sich dann der Musiktherapie zu, die sie im Selbststudium, durch eine eigene Psychoanalyse sowie durch Studienreisen nach Wien und London erlernte. Ab 1972 arbeitete sie als Musiktherapeutin an der Landesnervenklinik Berlin-Spandau, ab 1978 an der Psychotherapeutischen Klinik Sonnenberg in Stuttgart. Daneben wirkte sie als Dozentin und Referentin an den Musiktherapieausbildungen in Hamburg, München und Zürich sowie bei den Lindauer Psychotherapiewochen mit.

### Tonmeisterin
Als Tonmeisterin betreute Gertrud Katja Loos von 1952 bis 1972 zahlreiche Schallplattenproduktionen bei der Deutschen Grammophon (DG). Sie leitete u. a. die Produktion der Kinder- und Jugendserie der DG und hatte die künstlerische Gesamtleitung der literarischen Sprechplattenreihe Mathias Wiemans kleine Diskothek. Eine bekannte Produktion war das Hörspiel Wolfgang von Gott geliebt (1956).

### Musiktherapeutin
Gertrud Katja Loos wurde von Peter Michael Hamel als „Pionierin“ und „Wegbereiterin der Musiktherapie“ bezeichnet, „deren Name untrennbar mit der Entwicklung im deutschsprachigen Raum verbunden ist“. Zahlreiche Musiktherapeuten besuchten ihre Seminare und nahmen an ihren musiktherapeutischen Selbsterfahrungsgruppen teil. Sie prägte die Ausrichtung einer tiefenpsychologisch orientierten Musiktherapie, erweiterte diese aber durch eine körperorientierte Arbeit. Ein Schwerpunkt ihrer Arbeit war die Musiktherapie mit magersüchtigen jungen Frauen und frühgestörten Patienten. Ihr Buch über diese Arbeit fand Eingang in das Überblickswerk Literaturkompass Musiktherapie und wird als wegweisend im Hinblick auf die therapeutische Haltung gekennzeichnet.
Sie war Mitbegründerin der Deutschen Musiktherapeutischen Gesellschaft und viele Jahre erste Vorsitzende der Sektion des Berufsverbandes. 1980 initiierte sie mit anderen die Fachzeitschrift Musiktherapeutische Umschau, in der sie sowohl als Redakteurin mitwirkte als auch zahlreiche Artikel veröffentlichte. In ihrem letzten Artikel von 1997 schildert sie ihre damals neu begonnene Arbeit mit alten und sterbenden Menschen.
Seit 2001 vergibt die Deutsche Musiktherapeutische Gesellschaft alle zwei Jahre die Gertrud-Katja-Loos-Medaille an Personen oder Institutionen, die sich als Außenstehende in besonderem Maße für die Musiktherapie verdient gemacht haben.

## Veröffentlichungen
- Das Mädchen Rühr-Mich-Nicht-An, Eine Erzählung unter dem Pseudonym Katharina Christiansen, Kreuz-Verlag, Stuttgart 1954
- unendlich mehr die Liebe, Katharina Christiansen (Hrsg.), Kreuz-Verlag, Stuttgart 1956
- Spiel-Räume. Musiktherapie mit einer Magersüchtigen und anderen frühgestörten Patienten. Gustav Fischer Verlag, Stuttgart/New York 1986. (2. Auflage 1994), Download: http://www.ajolo.de/katjaloos/spielraeume.pdf
- Meine Seele hört im Sehen. Spielarten der Musiktherapie von und mit Katja Loos. Video-Film. Vandenhoeck & Ruprecht, Göttingen 1996.
- Körperwahrnehmung. In: Hans-Helmut Decker-Voigt, Eckhard Weymann: Lexikon Musiktherapie. 2. überarbeitete und erweiterte Auflage. Hogrefe, Göttingen 2009, S. 241–243.
- Spielraum. In: Hans-Helmut Decker-Voigt, Eckhard Weymann: Lexikon Musiktherapie. 2. überarbeitete und erweiterte Auflage. Hogrefe, Göttingen 2009, S. 469–470.